# Saggio di Angeli
Il saggio di Angeli o reazione di Angeli e una reazione di chimica organica per il riconoscimento delle aldeidi; un'aldeide trattata con il sale sodico di nitroidrossilammina e poi cloruro ferrico dà colorazione rossa. 
Dal nome del chimico italiano Angelo Angeli (1864-1931).